# 生産管理
生産管理（せいさんかんり、英: production control）とは、経営計画あるいは販売計画に従って生産活動を計画し、組織し、統制する総合的な管理活動のこと。その内容は、生産計画、生産組織および、生産統制である。これらのうち、一つないし二つだけの管理は、生産管理の部分管理とみなされる。

## 生産管理の目的
「要求される品質の製品を、要求される時期に、要求量だけを、効率的に生産すること」である。ただし、生産管理は、企業目標達成の手段であり、目的ではない。

## 概要
物を作るには材料や作業員、作業場所、設備、が必要となる。ただ用意するだけではなく、タイミング良く用意しなければならない。それらの管理を行うことを生産管理という。製造業にはふつう生産管理部門があり、それらの業務を行っている。生産管理の業務は工場運営の広い範囲をカバーするので、ある程度大きな企業になるとかなり大きな組織となる。生産管理は、技術管理も含むので、多くは生産管理部門を設けて行われるのが一般的である。工場経理は、生産管理の一部を担う。
生産管理には、大きくは受注生産型製造と見込み生産型製造の2つがあって、それぞれ管理の仕方には違いがある。また、見込み生産型製造であっても、連続装置プロセス型と、バッチプロセス型とでは、品質管理、原価管理などが違ってくる。生産管理のシステムを構築するには、対象となる企業の生産現場の実態を理解して、克明な製造プロセスが描けなければならない。業種が違えば、全く違った生産プロセスがあり、違った生産プロセスに対応したシステムがある。生産現場を知らずして（経験せずして）、生産管理システムは構築はできない。以下に述べる主要な生産活動業務は、基本的には同じであるが、ディテールでは全く違ったものになる。
主な生産活動業務
- 購買・原材料在庫管理・払出

材料および冶工具の調達や、納期の管理、在庫管理、払出管理を行う。在庫管理（FIFO、ロット管理を含む）、催促なども重要な仕事であるが、適正な購買先の選定、単価交渉、品質管理も重要な業務である。
- 生産計画

販売計画と連動した生産を行うことが重要である。まず、生産能力管理があり、生産能力の中で生産量の計画を構築する。販売計画の優先順位や在庫管理から品不足を回避する優先順位があって、生産能力にそれらを加味して、中期計画、年次計画、月次計画、週次計画(週報)などを順次決めていく。
- 工程管理

月次計画、週次計画に従って、工程割付、作業員割付を行う。工程品質管理の状況情報を管理し、工程進捗情報を監視し、生産現場で不能率が発生しないように各種行動計画を立てる。
- 製品品質管理

ロット別、入庫日別の品質管理を行う。また、ロット別の品質劣化情報を社内へ発信する。
- 製品出荷・在庫管理

販売計画、出荷指示、納期管理をもとに、出荷指図、物流手配を行う。生産工場が抱える在庫のみならず、販売事業場管轄の在庫をも管理する。在庫が多すぎると製品寿命による廃棄リスク、価格変動のリスク、保管費、キャッシュ・フローの悪化など、経営費用が余計にかかる。在庫は製品別、ロット別、保管場所別、位置別に管理する。
- 原価管理

製品の歩留まりを、ロット別、工程別に管理する。
製品の製造原価を管理する。
標準原価と実際原価を管理する事が必要である。
- 開発計画

新製品の開発立案などを行う。中長期計画の一環として行われる。

## 生産管理手法
代表的な管理手法を挙げる。
- 在庫管理
- ロジスティクス
- 製造工程日程管理
- 製造能力管理
- MRP：資材所要量計画 (Materials Requirements Planning）
- 製番方式
- トヨタ生産方式
- TOC
- JIT（カンバン方式）：ジャストインタイム生産システム／方式
- FMS（フレキシブル生産システム）